# Retrorocket
Retrorocket – amerykański pocisk rakietowy przeznaczony do walki z okrętami podwodnymi opracowany w okresie II wojny światowej.
W 1942 US Navy opracowała dobrze działający detektor anomalii magnetycznych (MAD), który mógł być używany w samolotach do wykrywania zanurzonych okrętów podwodnych, ale pierwsze modele tego urządzenia miały bardzo mały zasięg i mogły wykrywać zanurzone okręty tylko w momencie, kiedy samolot wyposażony w detektor MAD znajdował się dokładnie nad okrętem. W takiej sytuacji zrzucenie konwencjonalnych bomb głębinowych z samolotu nie miało sensu, jako że nadany im przez samolot pęd przeniósł by je daleko od zamierzonego celu. Opierając się na rakietowej bombie głębinowej Mousetrap zespół „National Defense Research Committee” przy uniwersytecie California Institute of Technology opracował nową broń nazwaną „retrorocket” lub VAR (Vertical Antisubmarine Rocket).
„Retrorocket” była bombą głębinową wyposażoną w silnik rakietowy skierowany w kierunku lotu samolotu, po jej zrzuceniu z samolotu silnik rakietowy gwałtownie wyhamowywał bombę tak, że spadała ona prosto w dół. „Retrorockets” zostały po raz pierwszy zrzucone 3 lipca 1942 przez łódź latającą Catalina i były to pierwsze w historii rakiety odpalone przez amerykański samolot.
W czasie wojny produkowano kilka odmian „Retrorocket”, poczynając od 7V6, 7V7 i 7V8 – pierwsza cyfra oznaczała ich kaliber w calach, a druga wersję. Typ „6” przeznaczony był do odpalania przy prędkości samolotu wynoszącej 330 km/h, „7” - 320 km/h, a „8” - 640 km/h. W późniejszym okresie głowice pocisków początkowo używające materiału wybuchowego TNT zostały zastąpione potężniejszym materiałem o nazwie Torpex, te odmiany były znane jako 7V11, 7V12 i 7V13.